# Internationale Elektrotechnische Ausstellung 1891

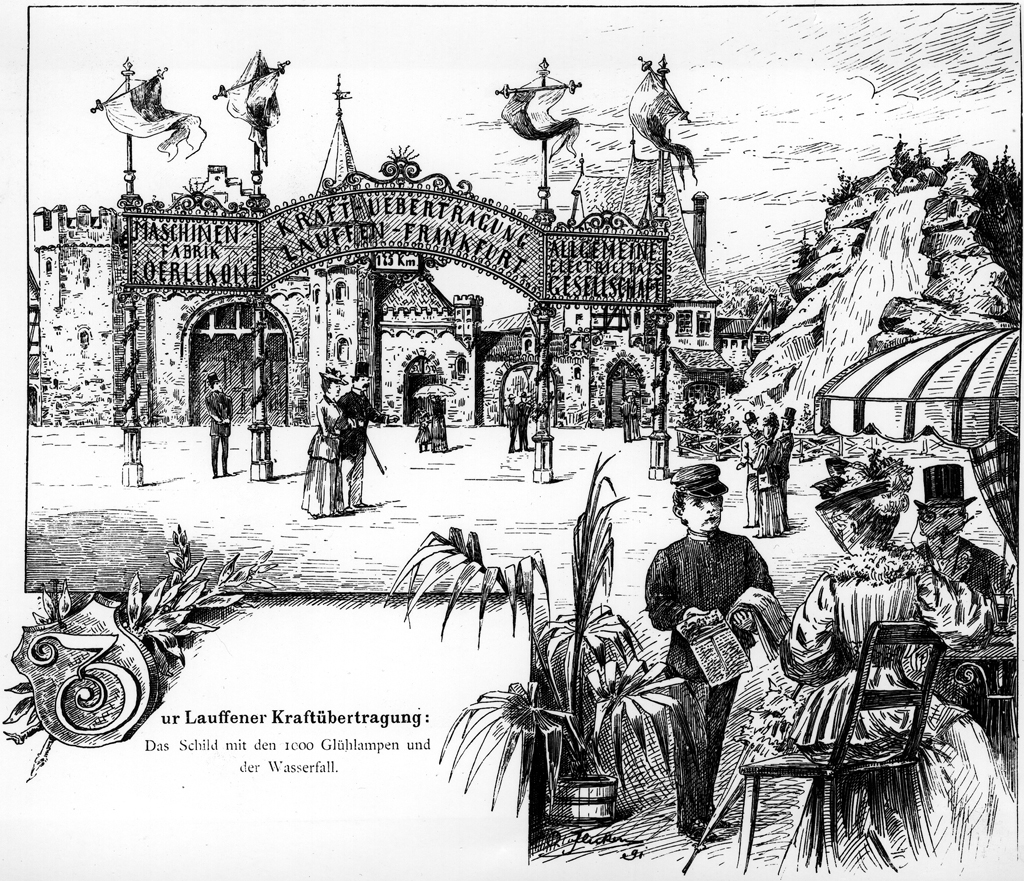
Zeitgenössische Darstellung des Eingangsbereichs des Ausstellungsgeländes mit Arkadenbogen und elektrisch betriebenem Wasserfall

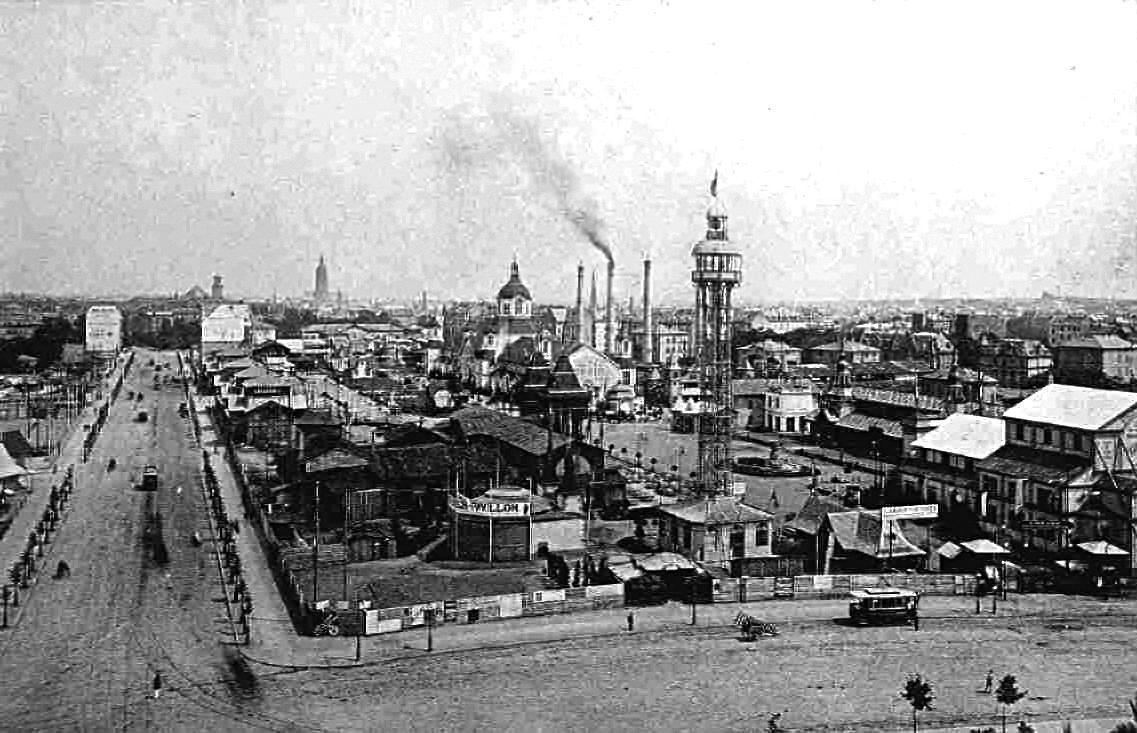
„Internationale elektrotechnische Ausstellung“ 1891 auf dem Gelände der früheren Westbahnhöfe, Blick vom Hauptbahnhof nach Osten

Die Internationale Elektrotechnische Ausstellung fand vom 16. Mai bis zum 19. Oktober 1891 auf dem Gelände der ehemaligen Westbahnhöfe in Frankfurt am Main statt. Der Organisator und technische Leiter der Ausstellung war Oskar von Miller. Bei der Ausstellung wurde mit der Drehstromübertragung Lauffen–Frankfurt erstmals die leistungsstarke Fernübertragung von Strom demonstriert, der im 176 km entfernten Lauffen am Neckar erzeugt wurde. Aufgrund dieses erfolgreichen Feldversuchs setzte sich die Drehstromtechnik für den Aufbau elektrischer Übertragungsnetze weltweit durch.

## Geschichte
1881, als in Paris die erste Internationale Elektrizitätsausstellung stattfand, war in Frankfurt die Elektrotechnische Gesellschaft als Verein zur Förderung der Elektrizität entstanden. Vorrangig wurden Forschungsarbeiten über deren Anwendung in Industrie und Technik unterstützt. Drei Jahre später gab es in Frankfurt gerade etwa zehn Unternehmen, die elektrische Apparaturen herstellten. Um das Jahr 1890 herum waren aber bereits einige der späteren Frankfurter Großunternehmen gegründet: Hartmann & Braun, Staudt & Voigt (ab 1891 Voigt & Haeffner) und W. Lahmeyer & Co. (ab 1893 Elektrizitäts-AG vormals W. Lahmeyer & Co.). Auch in Frankfurt zeichnete sich der Beginn der „zweiten industriellen Revolution“ ab, die ähnlich grundlegende Umwälzungen bringen sollte wie 100 Jahre zuvor der Einzug der Dampfmaschinen in die Arbeitswelt. 1891 war die deutsche Elektroindustrie so weit, mit der Internationalen Elektrotechnischen Ausstellung ihre Leistungsfähigkeit der Öffentlichkeit zu präsentieren. Als Ausstellungsfläche wurde das Gelände des ehemaligen Main-Neckar-Bahnhofs zwischen der Stadt und dem 1888 fertiggestellten Hauptbahnhof gewählt zwischen Bahnhofsvorplatz, Kaiserstraße, Gallusanlage, Gutleutstraße und Wiesenhüttenstraße.
Leopold Sonnemann, Herausgeber der Frankfurter Zeitung, hatte, angeregt durch die Pariser Weltausstellung, die Elektrotechnische Gesellschaft für das Ausstellungsprojekt interessiert. Diese begann bereits 1889 mit den Vorbereitungen. Außer dem internationalen Überblick über den Stand der elektrotechnischen Industrie sollte auch ein akutes Frankfurter Problem gelöst werden; seit 1886 wurde der Bau eines zentralen Elektrizitätskraftwerkes für Frankfurt in allen politischen und fachlichen Gremien diskutiert, aber es gab keine Einigkeit über das geeignete Stromsystem. Ob nun besser Gleichstrom, Wechselstrom oder Drehstrom produziert werden sollte, war umstritten. Auf der Ausstellung gelang es nun, eine wirtschaftliche Stromübertragung zu demonstrieren. Elektrische Energie wurde mit dem geringen Verlust von 25 Prozent als hochgespannter Drehstrom von Lauffen am Neckar nach Frankfurt übertragen.

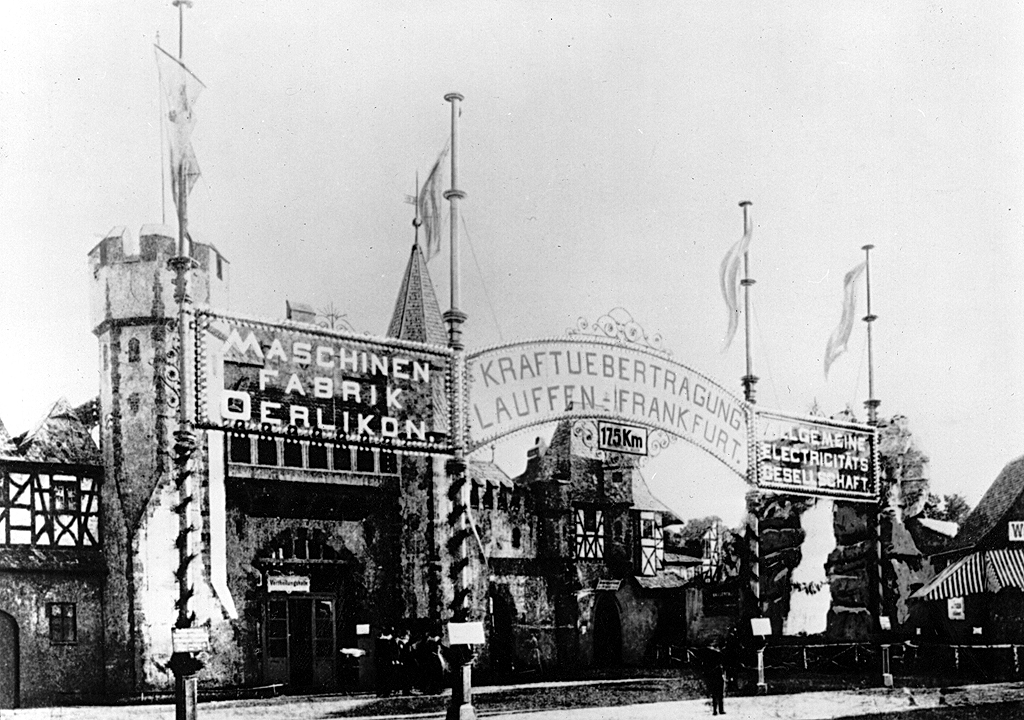
Dreiteiliges Eingangstor mit Arkadenbogen

Diese Energieübertragung war das Hauptereignis der Ausstellung, das im großen dreiteiligen Eingangstor dargestellt wurde: Den mittleren Teil bildete ein Arkadenbogen mit der Inschrift Kraftuebertragung Lauffen–Frankfurt 175 km. Flankiert wurde dieser Eingangsbogen rechts und links von rechteckigen Tafeln, welche die beteiligten Unternehmen nannten: Auf der rechten Seite befand sich der Schriftzug der 1887 gegründeten Allgemeinen Electricitätsgesellschaft, links derjenige der Maschinenfabrik Oerlikon. Die gesamte Eingangsanlage war mit 1000 Glühlampen versehen worden; als weitere zentrale Attraktion gab es einen Wasserfall, der elektrisch angetrieben wurde. Mit 1,2 Millionen Besuchern aus aller Welt war die Ausstellung ein voller Erfolg. Der Preis für eine Tageskarte betrug stattliche 15 Mark pro Person.
In der Folge der Ausstellung galt in Deutschland die Frage nach der wirtschaftlichsten Form der Übertragung elektrischer Energie als gelöst. Das Kraftwerk in Lauffen nahm nach Ende der Frankfurter Ausstellung die Versorgung der nahen Oberamtsstadt Heilbronn auf. Die Stadt Frankfurt ließ für die öffentliche Stromversorgung die Städtische Elektrizitätszentrale in der Nähe des Hafens errichten, die Firma Lahmeyer das Elektrizitätswerk Bockenheim.
Die Unternehmen Siemens & Halske und Maschinenfabrik Buckau stellten einen mit einer 500 PS-Dampfmaschine gekoppelten Dynamo aus, der große Beachtung fand. Auf einem Streckenabschnitt der Frankfurter Waldbahn zwischen Sachsenhausen und dem Oberforsthaus verkehrte während der Ausstellung viermal täglich ein zweiachsiger Akkumulatortriebwagen. Das kleine Fahrzeug stammte von der Hildburghausen-Heldburger Eisenbahn, die wie die Waldbahn von Hostmann & Cie. betrieben wurde, und war eigens von der Meterspur umgerüstet worden.
Ein umfangreicher Bericht über diese Ausstellung ist in der Deutschen Bauzeitung vom 14. November 1891 zu finden.

## Galerie

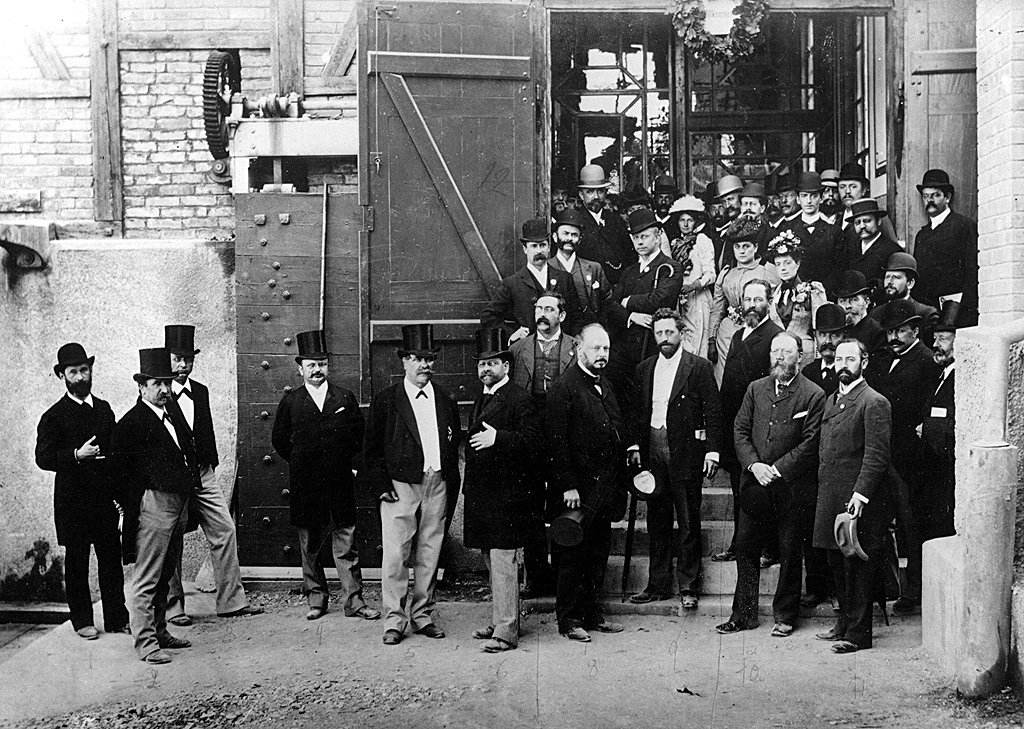
Prominenz beim Besuch des Kraftwerks, fotografiert von Oskar von Miller. Darunter Karl von Leibbrand, Emil Rathenau, Marcel Depréz, Gisbert Kapp, John Hopkinson, Charles Brown, Peter Emil Huber-Werdmüller und der Telekommunikations-pionier William Henry Preece.
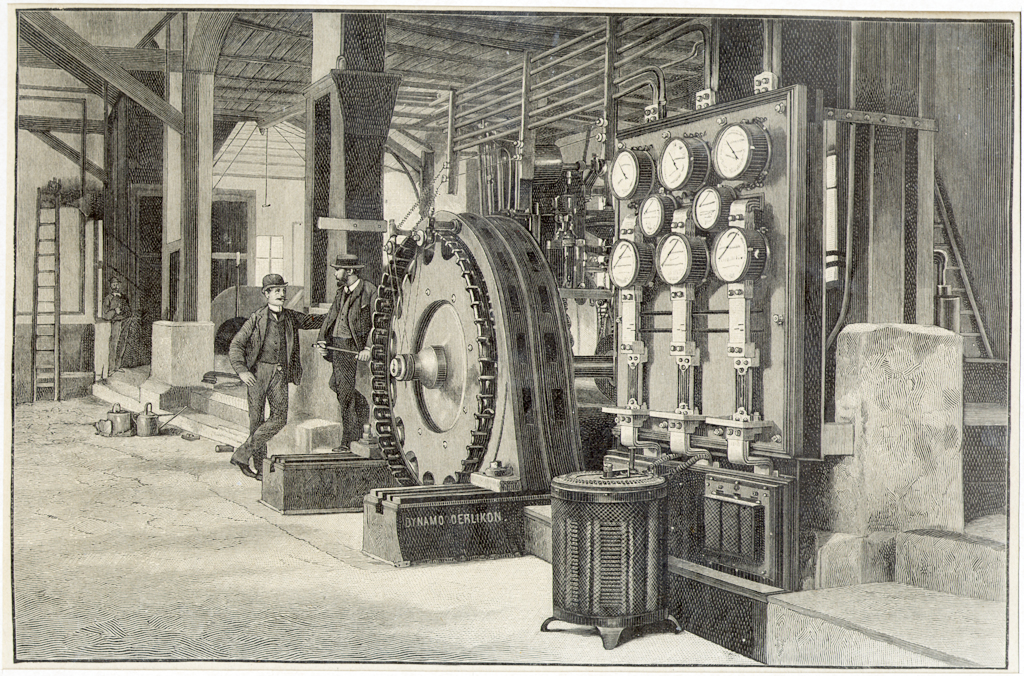
Der Drehstromgenerator im Lauffener Kraftwerk
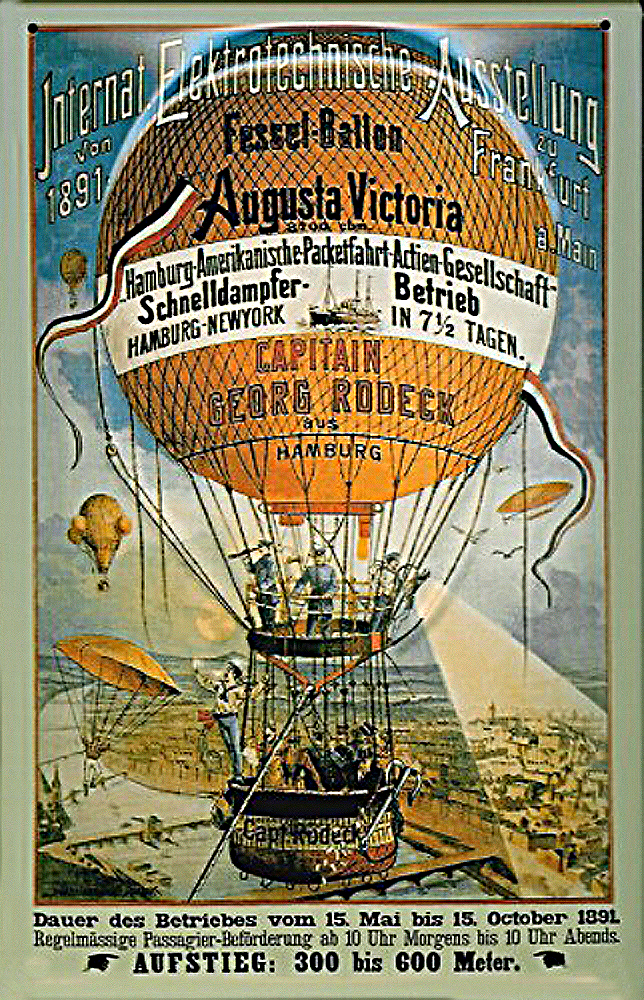
Zur Ausstellung wurden erstmals auch Passagierfahrten mit dem Fesselballon angeboten. Kapitän war der damals berühmte Luftfahrtpionier Georg Rodeck.
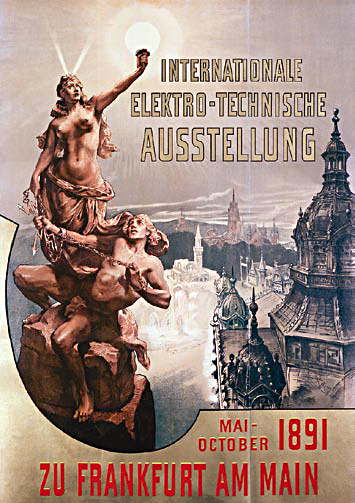
Das offizielle Werbeplakat zur Ausstellung
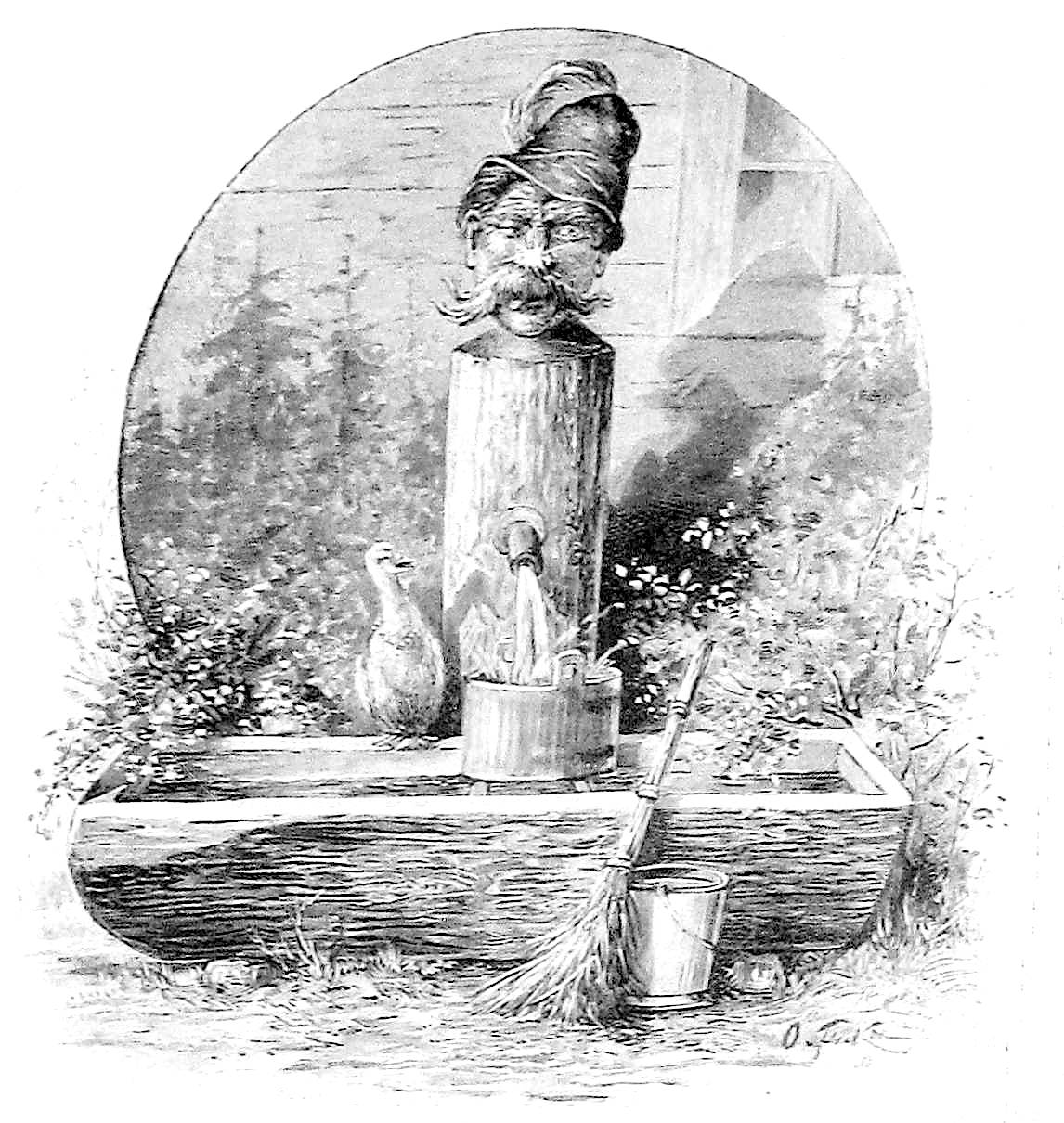
Der Brunnen beim „Bürgerbräu“ auf der elektrotechnischen Ausstellung, Illustration im Magazin Die Gartenlaube, 1891
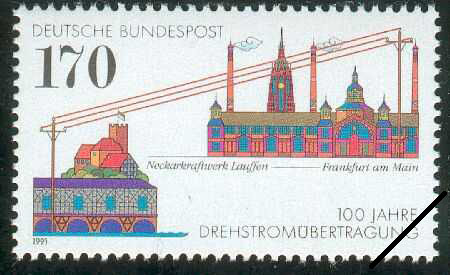
Briefmarke zum Jubiläum „100 Jahre Drehstromübertragung. Neckarkraftwerk Lauffen – Frankfurt am Main.“ (Deutsche Post, 1991)